# Cshekkje pekcsei király
Cshekkje (Chaekgye) (? – 298) az ókori Pekcse (Baekje) állam kilencedik királya volt.

## Élete
Koi (Goi) király fiaként apját követte a trónon. A tajfang (daifang)i (ma: Santung (Shandong) tartomány) kormányzó Pao-kuo (寶菓, Bao-guo) (koreaiul: Pogva (Bogwa), 보과) nevű lányát vette feleségül, ezzel megerősítve hatalmát a régióban. Ez volt a dinasztia első külföldi házassága, amely azonban nem tetszett a rivális Kogurjó (Goguryeó)nak, akik megtámadták Tajfang (Daifang)ot 286-ban. Cshekkje (Chaekgye) sereget küldött a megsegítésükre és az elmérgesedő viszony miatt a mai Szöul keleti részén megerősítette Ürjeszong (Wiryeseong), Acshaszanszong (아차산성, Achasanseong) és Szaszong (사성, Saseong) erődítményeit országa védelmére. 298-ban Megin (맥인, Maegin) (feltehetően Tongjé (Dongyé)re utal) és a Lölang (Lelang) körzet is támadást intézett Pekcse (Baekje) ellen, a király pedig az egyik csatában életét vesztette. A trónon fia, Punszo (Bunseo) követte.